# Space Is Only Noise
Space Is Only Noise è il primo album in studio del musicista cileno-statunitense Nicolas Jaar, pubblicato nel 2011.

## Tracce
1. Être – 4:49
2. Colomb – 3:22
3. Sunflower – 0:48
4. Too Many Kids Finding Rain in the Dust – 3:28
5. Keep Me There – 5:21
6. I Got a Woman – 4:08
7. Problem with the Sun – 3:52
8. Space Is Only Noise If You Can See – 5:42
9. Almost Fell – 2:32
10. Balance Her in Between Your Eyes – 3:45
11. Specters of the Future – 1:58
12. Trace – 0:23
13. Variations – 3:21
14. Être – 2:56